# اندیس قره زاغ ۴
قره زاغ ۴ یک اندیس فلزی است که در حوالی شهر صائین قلعه استان آذربایجان غربی قرار دارد و مادهٔ معدنی موجود در آن، جیوه است.  در این اندیس، پاراژنز‌های طلا,آنتیموان,آرسنیک یافت می‌شوند.